# Памятник Дмитрию Менделееву (Москва)
Па́мятник Дми́трию Менделе́еву — памятник химику, первооткрывателю периодического закона Дмитрию Менделееву. Был установлен в 1953 году перед зданием химического факультета Московского государственного университета. Скульптором монумента выступал Андрей Бембель, а архитектором — Лев Руднев.
Памятник выполнен из чугуна и изображает учёного, сидящего в расстёгнутом пальто. Его руки лежат на коленях, одна из них держит книгу. Статуя помещена на гранитный постамент, на котором находится памятная надпись: «Дмитрий Иванович Менделеев 1834—1907».
Скульптура является частью ансамбля «Комплекс зданий Московского государственного университета имени Ломоносова». В 1987 году его взяли под охрану правительства с присвоением статуса объекта культурного наследия регионального значения.
В 2014—2015 годах Мосгорнаследие провело реставрацию памятника. Его очистили от пыли и грязи, отполировали и покрыли специальным защитным составом, а также заделали трещины. Подрядчиком выступила компания «Агей-7».